# 人間魚雷

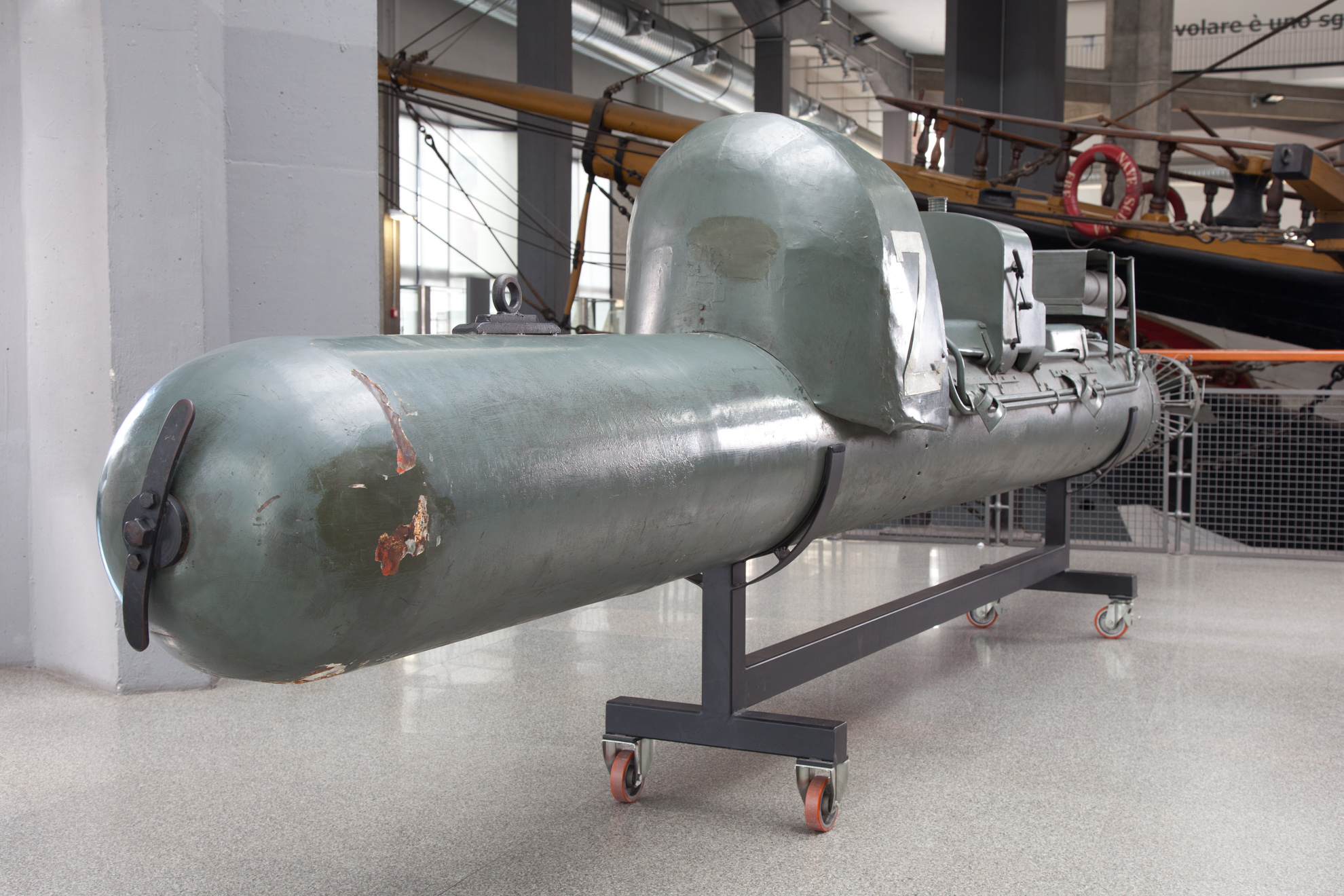
ミラノのレオナルド・ダ・ヴィンチ記念国立科学技術博物館で展示されているイタリア海軍の人間魚雷マイアーレ(Siluro a lenta corsa)

人間魚雷（にんげんぎょらい、英語:Human torpedo）は、接近して艦船を攻撃する魚雷を模した特殊潜航艇の一つ。イギリス帝国戦争博物館などでは、Manned Torpedo (有人魚雷）との呼び方もされる。

## 概要
形状は操作席が艇内部にある超小型潜航艇タイプと、開放型の操縦席を持つ水中スクータータイプとがある。世界初の人間魚雷は、イタリア海軍が第一次世界大戦で使用したミニャッタ（Mignatta）である（後のマイアーレ）。
有人魚雷（人間魚雷）の製作意図は、自殺船ではなく、少人数の操縦で動く安価な船を作ることだった。 当時は、現代の魚雷のような誘導機能がなかったため、人間による操縦となった。
一般に、搭乗員は1、2名であり、母艦ないしは港湾施設から発進する。魚雷と同様に、艦船でいうところの船首部に爆薬が搭載されており、多くは切り離して人力で設置して攻撃するように設計されているが、回天のように切り離さず体当たりの自爆攻撃をする設計もある。
なお、ジャーナリストの前田哲男は日本大百科全書(ニッポニカ)（小学館）において、「人間魚雷」を日本軍に限定して、「九三式魚雷を改造して乗員1人が潜望鏡と簡単な航法装置を頼りに操縦、乗員もろとも敵艦に体当たりする特攻兵器。生還の可能性が絶無である点で、それ以前の特殊潜航艇とは違っている。」と解説する。また、前田は同事典で「特殊潜航艇」も日本軍に限定して、「日本海軍が対米艦隊決戦に備えて極秘裏に開発した小型潜航艇。機密保持上、甲標的とよばれた。」と解説する。
他方、ブリタニカ国際大百科事典では、特殊潜航艇を英語でmidget submarineと称するとして、「戦闘用の小型潜水艇。豆潜水艦とも通称される。乗組員が1～5人程度のものをいう。その小ささを利用して敵の軍港近くまで大型潜水艦によって運ばれ，潜入，攻撃するか，沿岸防衛を目的とした」と解説し、第2次世界大戦ではイギリス、ドイツ、イタリア、日本が装備したと解説する。
歴史家のポール・ケンプは『第二次世界大戦の特殊潜航艇』(合衆国海軍研究所、1999年)で、イギリス海軍のチャリオット、X艇、イタリア海軍のマイアーレ、日本の甲標的、回天、ドイツ海軍のネガーなどを総合して考察している。

## 歴史
小さな潜水艇で船に忍び寄り、爆弾で沈めるというアイデアは、アメリカ独立戦争時にさかのぼり、1775年にデヴィッド・ブッシュネルが手動水中潜水艦タートルを開発し、1776年のキップス湾の上陸戦で使用されたが、失敗した。1909年、イギリス海軍設計者ゴッドフリー・ハーバートは有人潜水艦を開発したが、英国戦争省は第一次世界大戦での使用を許可しなかった。
。その後、1918年にイタリアで開発された。
ドイツ海軍も同様の兵器を開発し運用した。大日本帝国海軍が開発し運用した回天が有名である。

## イタリア

### 第一次世界大戦
- ロセッティ自走式魚雷（Torpedine semovente Rossetti)は、Mignatta（ミニャッタ、イタリア語で蛭を意味する）とも呼ばれ、技術者ラファエル・ロセッティ（it:Raffaele Rossetti）が開発し、第一次世界大戦中の1918年11月1日にフィリブス・ウニティスをリムペットマイン(吸着機雷)で沈めた[9][10][2]。

### 第二次世界大戦
- マイアーレ(S.L.C) - イタリア海軍が第一次世界大戦で使用した人間魚雷ミニャッタを改良したもの[11]。第二次世界大戦中の地中海戦域において、1941年（昭和16年）12月19日のアレクサンドリア港攻撃で、イタリア海軍のフロッグマン(潜水工作員)がマイアーレを操縦しイギリス海軍地中海艦隊の艦底にリムペットマインを仕掛け、戦艦ヴァリアント、戦艦クイーン・エリザベス、駆逐艦ジャーヴィス、タンカー1隻を大破させた[2]。
- Siluro San Bartolomeo (SSB) - 実戦には投入されなかった[12]。

### 第二次世界大戦後
- コスモスCE2F系 - イタリア海軍デチマ・マス師団（Decima Flottiglia MAS）の出身のセルジオ・プッチャリーニが1954年に創建したCos.Mo.S（Costruzione Motoscafi Sottomarini s.a.s.）が製作した水中スクーター（Diver propulsion vehicle:DPV、swimmer delivery vehicle ：SDV）のシリーズ。現在はイタリア本社は閉鎖され、技術は韓国のVogo Engineeringに移管された。これまでに同社製品を購入した国は以下。
  - CE2F/X30：台湾軍、コロンビア軍(X60も購入）
  - CE2F/X60:ギリシャ軍、アルゼンチン軍、韓国軍
  - CE2F/X100:インド軍[13]
  - このほか、CE2Fはエジプト軍、パキスタン軍が購入した[13]。

## イギリス
- チャリオット (特殊潜航艇) - 第二次世界大戦でマイアーレを模してイギリス海軍が開発したもの[11][2]。
- X艇[2]
- ウェルマン潜水艦（英語版） - 機雷1発を搭載した1名乗り特殊潜航艇[14]。

イギリス帝国戦争博物館には、1943年スコットランドの湖での人間魚雷とX艇の実演記録映像が残されている。

## アメリカ合衆国

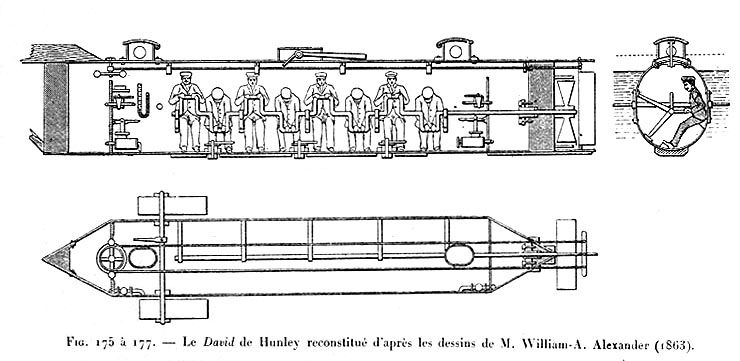
H・L・ハンリー (潜水艇)断面図と平面図(1863年)

- タートル潜水艇 - デヴィッド・ブッシュネルが開発したタートル潜水艇は、アメリカ独立戦争中の1776年9月15日のキップス湾の上陸戦でイギリス海軍旗艦イーグルに攻撃をしかけたが失敗した。
- H・L・ハンリー (潜水艇) - 1864年、南北戦争でアメリカ連合国海軍が使用し、北軍のスループUSSフーサトニックを沈没させた。ハンリーも沈没し、乗組員は全滅した。
- SEAL輸送潜水艇

## ドイツ

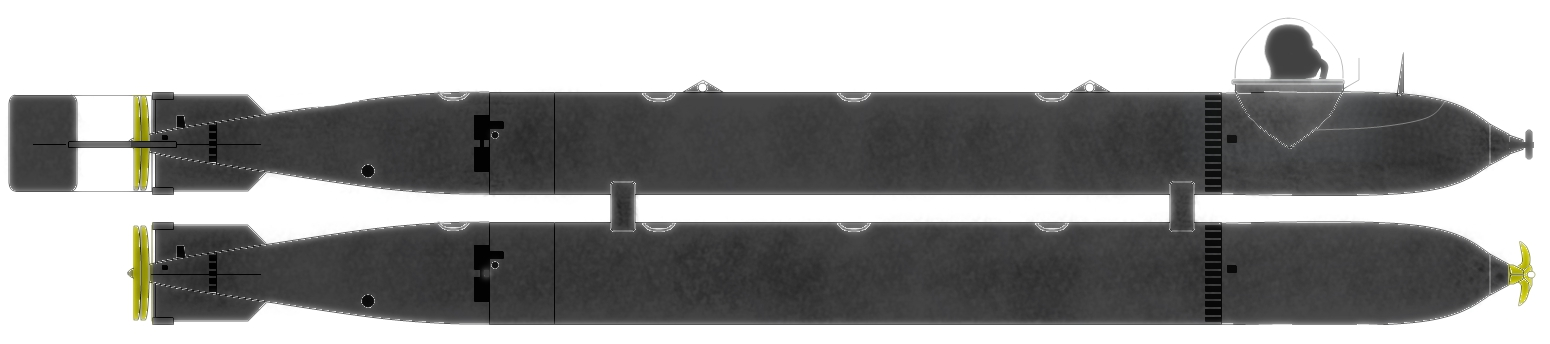
ドイツ海軍のネガー (特殊潜航艇)

- ネガー (特殊潜航艇) - 第二次世界大戦でドイツ海軍が開発した[2]。
- マーダー (特殊潜航艇)[2]
- ビーバー (特殊潜航艇)[2]
- モルヒ (特殊潜航艇)
- XXVIIBゼーフント（Seehund）[2]

## 日本
- 甲標的 - 回天開発に繋がった[2]。
- 回天 - 太平洋戦争で九三式酸素魚雷を改造して大日本帝国海軍が開発した特攻兵器の一つ[2]。

### 語例
「人間魚雷」の語例は、陸軍省「作戦統帥関係　情報要求の件回答」１２(一)特攻兵器ノ攻撃目標にある。
ほか、戦後の記録文学等では以下の通りのものがある。
- 斎藤寛『鉄の棺』三栄出版社、1953年（光人社NF文庫)
- 津村敏行『人間魚雷回天』大和書房、昭和29年（1954年)
- 映画『人間魚雷回天』(1955年)

これ以降は、回天を参照。

## イスラエル
1967年にイスラエル海軍は人間魚雷マイアーレを運用していた（画像参照）。

## ギャラリー
人間魚雷
- タートル潜水艇レプリカ(王立潜水艦博物館)
- ドイツのマーダー
- イギリスのチャリオットMk-1
- 第二次世界大戦中のイギリスの人間魚雷
- ゼーフント No. 075
- 回天一型(靖国神社遊就館)
- 第二次世界大戦で使用されたイタリア海軍の開放式操縦席を持つマイアーレ
- 1967年にイスラエル海軍が用いた人間魚雷マイアーレ。同年には第三次中東戦争が起こった。イスラエル海軍博物館蔵
- 冷戦時代のアルゼンチン海軍のCE2F/X100-T